# Bách nhật duy tân
Bách nhật duy tân (chữ Hán: 百日維新), còn gọi là Mậu Tuất biến pháp (戊戌变法), Mậu Tuất duy tân (戊戌維新) hoặc Duy Tân biến pháp (維新變法), đều là tên dùng để chỉ cuộc biến pháp do phái Duy Tân đề xướng, được Quang Tự Đế cho thi hành kể từ ngày 11 tháng 6 năm 1898 ở Trung Quốc. 
Thế nhưng, công cuộc này chỉ tồn tại trăm ngày thì bị Từ Hi Thái hậu ra lệnh bãi bỏ (ngày 21 tháng 9 cùng năm), và những người chủ trì đều bị nghiêm trị.

## Từ Tự cường đến Duy tân
Trước sự tăng cường xâu xé của các nước đế quốc, cộng thêm sự yếu hèn của tầng lớp thống trị, trong xã hội Trung Quốc bắt đầu xuất hiện trào lưu tư tưởng mới, đòi cải cách chế độ, canh tân để cho đất nước sớm thoát khỏi ách nô lệ.
Khởi đầu là cuộc vận động Tự cường (1862 - 1882) của một số người, trong đó có các đại thần triều Thanh là Lý Hồng Chương, Tăng Quốc Phiên, Phước Thành, Lê Thứ Xương, Tả Tôn Đường, Quế Lương,...Và họ đã làm được một số việc như: 
Tăng Quốc Phiên ở Thượng Hải, lập xưởng chế súng đạn, lập trường dạy tiếng nước ngoài, phái học sinh sang học ở Âu Mỹ. Tả Tông Đường ở Phúc Châu, lập xưởng đóng tàu và trường dạy hải quân. Lý Hồng Chương ở Thiên Tân, lập Thủy sư học đường để huấn luyện binh sĩ, đồng thời phái học sinh ra nước ngoài học về hải quân và lục quân...
Theo học giả Nguyễn Hiến Lê, thì phong trào này tiến chậm, chủ yếu là nhầm vào việc quốc phòng thôi, chưa phải là một cuộc cải cách lớn. Vậy mà, phe thủ cựu đã nổi lên chống đối, cho rằng theo phương Tây là làm cho Trung Quốc hóa ra di địch...Trong khoảng thời gian đó có một người tên là Wong Tao học giỏi chữ Hán, ngoài hai chục tuổi, trong khoảng từ 1840 đến 1860 giúp việc cho nhà in của một hội truyền giáo Anh ở Thượng Hải. Bị nghi ngờ là tiếp xúc với Thái Bình Thiên quốc, ông phải trốn qua Hương Cảng, giúp James Legge dịch Tứ Thư và Ngũ Kinh rồi qua ở Scotland hai năm. Khi trở về Hương Cảng, Wong Tao xuất bản một nhật báo riêng, sau hợp tác với một tờ báo của người Anh ở Thượng Hải nữa (1872). Ông cảnh cáo nhà cầm quyền rằng công cuộc tự cường không có kết quả được vì chỉ trị ngọn chứ không trị gốc. Phải thay đổi cả chế độ mới được. Nhưng thời đó cơ hồ không ai hiểu ông. Phái thủ cựu thì tự cho mình là thanh cao, không bao giờ bàn tới học thuật phương Tây; còn phần đông nhân dân đều phải lo cày cấy để kiếm miếng ăn, không hề nghĩ đến việc nước. Mãi đến cuối thế kỷ 19, nhóm Khang Hữu Vi - Lương Khải Siêu nhờ đọc nhiều sách Âu Tây mới nhận ra là Wong Tao có lý .
Tháng 7 năm 1894, nhân việc tàu chiến Trung Quốc bị tàu chiến của một nước nhỏ là Nhật Bản đánh thua, Khang Hữu Vi cùng học trò là Lương Khải Siêu (gọi tắt là Khang - Lương) dâng thư lên Hoàng đế Quang Tự xin cải cách duy tân, nhưng bị Viện đô sát ở Thanh đình từ chối nên thư không đến được tay Hoàng đế.
Tháng 6 năm 1896, Khang - Lương lại dâng thư lần nữa, Lần này nhờ có thầy dạy Hoàng đế là Trạng nguyên Ông Đồng Hòa giúp đỡ nên thành công. Sau đó, hai thầy trò được mời vào cung gặp Hoàng đế để trình bày cặn kẽ chủ trương và cách thức tiến hành.

## Chủ trương của phái Duy tân
Sơ lược một vài chủ trương quan trọng:
- Kinh tế:

-Khuyến khích mở mang công - nông - thương nghiệp, lập ra cục thương vụ, lập hội buôn, hội nông nghiệp (chú trọng việc khẩn hoang).
-Mua máy móc, du nhập sách báo và kỹ thuật của phương Tây, khuyến khích phát minh khoa học kỹ thuật.
-Cho thương nhân tự do lập công xưởng (chú trọng lập xưởng chế tạo súng đạn). 
-Cho xây dựng đường sắt, tiến hành khai mỏ, mở ngân hàng,...
- Chính trị:

Đề ra nguyên tắc "Hán Mãn bất phân, quân dân cộng trị", để:
-Cho phép mọi người được góp ý kiến với triều đình về các vấn đề chính trị, kinh tế, xã hội,...
- Tổ chức lại bộ máy cai trị, bỏ nha thự ít việc, cách chức các quan lại bất tài, tham nhũng.
- Quân sự:

-Xây dựng và luyện tập quân đội theo kiểu phương Tây, đồng thời kiểm soát chặt chẽ các lực lượng vũ trang.
- Văn hóa giáo dục:

-Lập trường học theo kiểu phương Tây, cử người đi học ở nước ngoài.
-Cải cách chế độ thi cử, bỏ lối văn bát cổ trong các khoa thi mà lấy môn luận về thời vụ thay vào.
-Cho mở nhà in để in sách báo,...

## Bị phái Hậu đảng chống đối
Sau một thời gian dài chuẩn bị, ngày 11 tháng 6 năm 1898 công cuộc biến pháp bắt đầu bằng hàng loạt các sắc lệnh của Hoàng đế Quang Tự, làm cho cả trong triều lẫn ngoài tỉnh xôn xao. Đúng là "toàn biến" và "tốc biến" như khẩu hiệu mà phong trào Duy tân đã đề ra. 
Thế nhưng chỉ mấy ngày sau thì vấp phải sự chống đối quyết liệt của phái Hậu đảng (người đứng đầu là Thái hậu Từ Hi) vì thủ cựu và vì bị mất lộc vị. Do vậy, Khang Hữu Vi khuyên Quang Tự đừng vội bỏ hết các nha môn và sa thải người của phái này, cốt làm dịu lại tình hình nhưng không thành công.
Cuộc phản công đầu tiên của phái Hậu đảng là tìm cách đuổi đại thần Ông Đồng Hòa về quê. Mất mát này đối với phái Duy tân là không nhỏ, bởi đây là nhân vật chủ chốt của phái Đế đảng (đảng ủng hộ Hoàng đế) và là người tích cực trong công cuộc biến pháp.
Đàm Tự Đồng, một thành viên nồng cốt của phái Duy tân, thấy Từ Hi và đồ đảng của bà cứ tìm cách cản trở công cuộc biến pháp, bèn khuyên Quang Tự mau chóng đoạt lại quyền bính. Hoàng đế nghe lời, triệu Viên Thế Khải (lúc bấy giờ đang thống lĩnh 7.000 quân) về Bắc Kinh bàn việc, rồi định đến ngày lễ duyệt binh ở Thiên Tân sẽ khởi sự.

## Biến pháp biến thành chính biến
Theo Nguyễn Hiến Lê, thì: 
"Phật bà" (Từ Hi) ở Di Hòa Viên không ưa trò biến pháp đó, bèn bổ nhiệm một người về phe bà là Vinh Lộc, tổng đốc Trực Lệ làm thống lãnh quân đội ở vùng kinh kỳ để củng cố thế lực cho bà. Đến khi nghe tin Quang Tự triệu Viên Thế Khải về Bắc Kinh bàn việc, có ý dùng quân của Viên để bao vây Di Hòa Viên (chính Viên phản vua, vì thấy Từ Hi còn mạnh), Từ Hi vội vàng trở về Bắc Kinh, họp Quang Tự và các đại thần lại, bắt Quang Tự quỳ một bên, các đại thần quỳ một bên, trừng mắt lớn tiếng mắng Quang Tự và các các quan một hồi...Sau cùng bà tuyên bố rằng Quang Tự đau, bà phải thính chính trở lại, và đem giam Hoàng đế ở Danh Đài trong hồ Tây Uyển. Rồi chỉ trong một hai tuần, bà cho toàn hủy, tốc hủy hết các canh tân của Quang Tự, đồng thời cho truy nã các người tổ chức cuộc biến pháp. Sử gọi vụ việc này là "Bách nhật duy tân", tức Duy tân trăm ngày...
Khang Hữu Vi và Lương Khải Siêu lần lượt trốn sang Nhật Bản. Đàm Tự Đồng không chịu trốn, muốn lấy máu mình nuôi cách mạng, nên bị giết cùng với năm người nữa, đó là: Khang Quảng Nhân (em Khang Hữu Vi), Lưu Quang Đệ, Lâm Húc, Dương Nhuệ, Dương Thâm Tú; được người đời gọi là Lục quân tử. Vậy là cuộc biến pháp biến thành cuộc chính biến, mà sau này sử gọi là chính biến Mậu Tuất (1898).
Trong quyển Hồi ký của mình, cựu hoàng Phổ Nghi cũng đã kể lại cuộc chính biến như sau:
...Ông Đồng Hòa rời khỏi Bắc Kinh không bao lâu, thì Vinh Lộc đến nhậm chức Đại học sĩ Văn Uyên Các, kiêm Tổng đốc Trực Lệ và đại thần Bắc Dương, thống lĩnh ba quân...Vinh Lộc định sẽ đưa Từ Hi và Quang Tự đến Thiên Tân để duyệt đội quân mới, rồi phế truất Quang Tự. Hay được, Hoàng đế Quang Tự liền bí mật báo cho phái Duy tân biết để tìm cách ứng cứu...Các nhân sĩ phái này hy vọng dựa vào lực lượng quân sự mới của Viên Thế Khải, nhưng trái lại ông này đã đẩy Quang Tự đến đường cùng.
Trước đây, Viên đã từng tham gia đoàn thể Cường học hội của các nhân sĩ Duy Tân. Lúc Ông Đồng Hòa bị cách chức trên đường về quê qua Thiên Tân, Viên còn thể hiện sự đồng tình với ông, và trình bày lòng trung thành vô hạn đối với Hoàng đế. Vì vậy, phái Duy Tân có nhiều hoang tưởng về Viên Thế Khải, đã kiến nghị với Quang Tự, cho Viên vào cung, đặc cách làm Binh bộ thị lang...Sau đó, Đàm Tự Đồng thuộc phái Duy Tân đã đến nơi ở của Viên, đưa ra kế hoạch hành động là trong lúc duyệt binh, sẽ cho lính bắt giết Vinh Lộc, giam lỏng Từ Hi và ủng hộ Quang Tự. Viên Thế Khải nghe xong, tỏ ra khảng khái, một mực xin nhận trọng trách này…Nhưng khi tiễn Đàm Tự Đồng ra về, Viên lập tức đến Thiên Tân, báo cáo toàn bộ sự việc với Vinh Lộc. Vinh Lộc vội vàng đi xe lửa đến Bắc Kinh, rồi đến thẳng Di Hòa Viên, báo lại cho Từ Hi. Vì thế mưu sự bị vỡ lở, Thái hậu Từ Hi nhanh chóng ra lệnh bắt giam Hoàng đế, tịch thu tất cả các ấn tín, đồng thời cho bãi bỏ tất cả chiếu lệnh duy tân vừa ban hành. Sau, Từ Hi định diệt Quang Tự, nhưng không ngờ âm mưu này bị phát hiện. Sau nữa, bà còn định đưa Phổ Tuyền (con Đoan vương Tái Y) lên làm vua theo chủ ý của Vinh Lộc, nhưng vì bị công sứ các nước phản đối nên thôi...

## Nhận xét
Nhà sử học Will Durant viết: 
...Nhật Bản thình lình tấn công Trung Quốc, thắng, sau đó đất đại, chủ quyền lần lượt lọt vào tay các cường quốc châu Âu, nên tại kinh đô nổi lên một phong trào dân chúng mạnh mẽ muốn noi gương Nhật Bản học hỏi Âu Tây, tổ chức một đạo quân mạnh,...Tóm lại là rán đạt được sức mạnh về kỹ nghệ, mà nhờ đó Nhật Bản và châu Âu đã phú cường…Tuy Từ Hi thái hậu và các cận thần của bà cực lực chống đối phong trào ấy (duy tân), nhưng nó vẫn ngầm lôi cuốn được ông vua trẻ là Quang Tự. Rồi đột nhiên, nhà vua không hỏi ý kiến "Phật bà" (Từ Hi), ban hành một loạt lệnh sắc táo bạo. Nếu những sắc lệnh này thực hành được thì Trung Hoa đã yên ổn nhảy một bước lớn lao theo con đường Âu hóa, nhà Thanh không bị sụp đổ, mà Trung Hoa cũng không bị khốn cùng.
Trong sách Trung Quốc Lịch sử thế giới cận đại, có đoạn:
Quang Tự tuy làm vua nhưng chỉ hư vị, thực quyền đều nằm trong tay Từ Hi thái hậu. Năm 1889, Quang Tự 18 tuổi, Từ Hi muốn tránh dư luận về việc chiếm quyền, nên ban quy định là các đại thần "tâu vua trước, báo cho thái hậu sau". Nhưng thực tế vẫn như cũ, Quang Tự chỉ là bù nhìn.
Vua Quang Tự, trước nguy cơ của dân tộc đã tán thành cải cách, đồng thời cũng muốn thông qua đó để giành lại quyền lực về cho mình. Nhưng họ không có thực quyền về chính trị, không nắm quân đội, lại không dựa vào nhân dân, nên lực lượng rất yếu ớt. Ngoài ra, trong phái Duy tân còn có một số quan lại cơ hội tham gia. Nên khi phái Duy tân bị tấn công, họ liền trở mặt tố giác. Điều này càng làm cho công đấu tranh thêm khó khăn, phức tạp...
Mặc dù cuộc cải cách chỉ diễn ra có trăm ngày, nhưng đã làm thay đổi ít nhiều nhận thức của sĩ phu và nhân dân Trung Quốc. Cho nên, theo Nguyễn Hiến Lê, thì sau hòa ước nhục nhã Tân Sửu (1901), để mua chuộc lại lòng người, Từ Hi cho thực hành lại hết những sắc lịnh biến pháp mà Hoàng đế Quang Tự đã ban ra, và lập thêm nhiều cơ quan mới để lo các việc học, huấn luyện tân binh, chấn hưng nông-công- thương,...
Ngoài ra, tư tưởng cách tân của cuộc vận động này còn ảnh hưởng sâu rộng đến tầng lớp sĩ phu tiến bộ của một số nước châu Á, trong đó có Việt Nam. Các nhà chí sĩ Việt Nam ở đầu thế kỷ 20, vì chịu ảnh hưởng của cuộc biến pháp Mậu Tuất cùng sách vở do nhóm khởi xướng biên soạn (nổi bật nhất là Khang - Lương), mà lập ra Duy Tân hội (1904) và phong trào Duy Tân (1906). Việc phong trào này thất bại cũng góp phần khiến triều đại nhà Thanh bước thêm 1 bước nữa đến sự diệt vong hoàn toàn vào đầu năm 1912.

## Sách tham khảo
- Nguyễn Hiến Lê, Sử Trung Quốc (Tập 2 và Tập 3 in chung). Nhà xuất bản Văn hóa, 1997.
- Will Durant, Lịch sử văn minh Trung Quốc (Nguyễn Hiến Lê dịch). Đại học sư phạm Thành phố Hồ Chí Minh xuất bản, 1980.
- Phan Khoang, Trung Quốc sử lược. Văn sử địa xuất bản, Sài Gòn, 1970.
- Vũ Dương Ninh-Nguyễn Văn Hồng, Lịch sử thế giới cận đại. Nhà xuất bản Giáo dục, 2008.
- Phổ Nghi, Nửa đời đã qua (hồi ký). Nhà xuất bản Thanh Niên, 2009.